# Lissonanchus lusheri
Lissonanchus lusheri is een straalvinnige vissensoort uit de familie van schildvissen (Gobiesocidae). De wetenschappelijke naam van de soort is voor het eerst geldig gepubliceerd in 1966 door Smith.